# Carteggio apocrifo di Seneca e Paolo
Il carteggio apocrifo di Seneca e san Paolo (Epistolae Senecae ad Paulum et Pauli ad Senecam) è un corpus di quattordici lettere latine, sei delle quali attribuite all'apostolo Paolo e otto al filosofo e letterato romano Lucio Anneo Seneca, che si ritiene furono scritte da un anonimo falsario del IV secolo, sebbene vi sia chi le giudica autentiche. Viene comunque annoverato tra gli apocrifi del Nuovo Testamento.

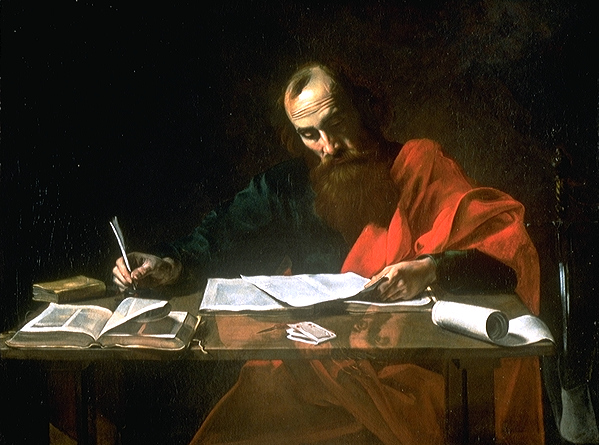
San Paolo scrive le sue lettere, dipinto di Valentin de Boulogne, 1620 circa (Sarah Campbell Blaffer Foundation, Museum of Fine Arts, Houston)

## La leggenda del cristianesimo di Seneca

### La datazione del carteggio

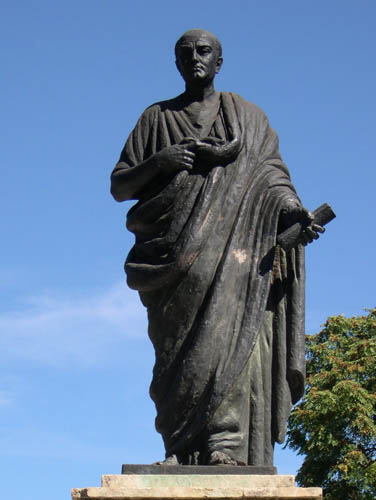
Cordova: monumento a Seneca

È ancor oggi diffusa convinzione che nel Medioevo si ritenesse Lucio Anneo Seneca un cristiano: prima di verificare il reale fondamento di tale convincimento, è opportuno rilevare che la leggenda dell'esistenza di un'amicizia tra lo scrittore latino e l'apostolo Paolo trae la propria origine soltanto a partire dal IV secolo e proprio in virtù dell'apparizione in quegli anni di un epistolario attribuito a Seneca e a Paolo di Tarso.
Nei secoli precedenti nessun padre della Chiesa aveva mai considerato Seneca un cristiano né era stato a conoscenza di una sua amichevole relazione con Paolo. Alla fine del II secolo Tertulliano (De anima, 20, 1) scrive che « Seneca saepe noster » - Seneca è spesso cristiano - proprio perché tale non lo considerava, malgrado vi fossero elementi del pensiero di Seneca assonanti con l'etica cristiana; all'inizio del IV secolo Lattanzio lo dichiara ancora « uomo ignaro della vera religione che avrebbe potuto appartenere al cristianesimo se qualcuno glielo avesse fatto conoscere ».
In base alla testimonianza di Lattanzio si può pertanto stabilire come termine post quem di compilazione del carteggio l'anno 324 circa, periodo entro il quale lo scrittore portò a termine la revisione della sua opera maggiore; il termine ante quem è stabilito con certezza nel 392, anno nel quale san Girolamo dimostra di essere a conoscenza di quella corrispondenza. In quell'anno scrive infatti Girolamo che « Lucio Anneo Seneca di Cordova fu discepolo dello stoico Sozione e suocero del poeta Lucano. Si distinse per la grande purezza dei suoi costumi. Non lo avremmo compreso fra gli scrittori ecclesiastici senza la corrispondenza con Paolo che alcuni autori gli attribuiscono. Benché fosse precettore di Nerone e il più influente personaggio del suo tempo, egli dichiara nelle sue lettere che preferirebbe avere fra i suoi concittadini lo stesso rango che Paolo occupava fra i cristiani. Morì per ordine di Nerone due anni prima che Paolo e Pietro ricevessero la palma del martirio ».

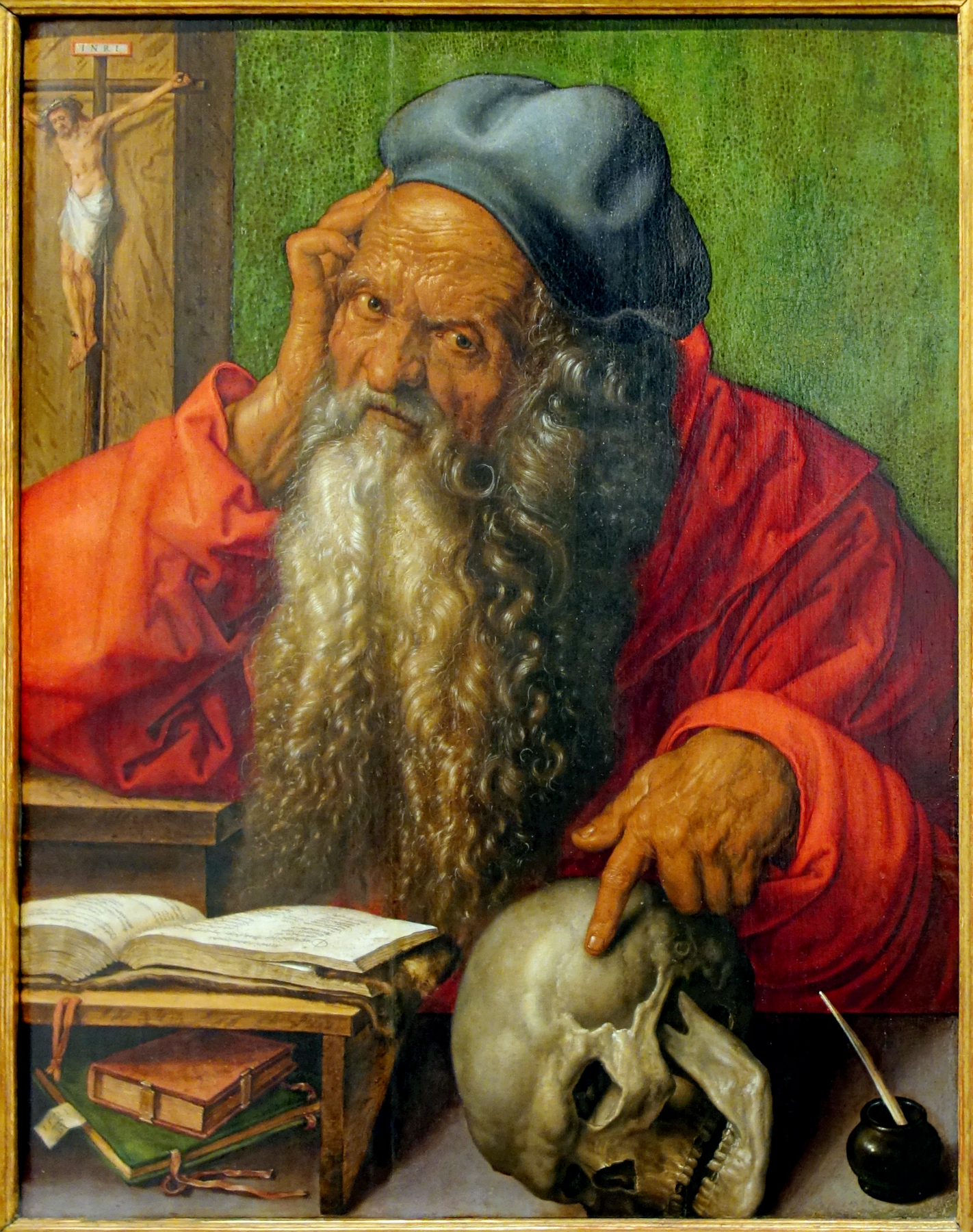
Dürer, San Girolamo nello studio (1521)

È da rilevare la prudenza di Girolamo: egli non avrebbe considerato Seneca un amico di Paolo se non fosse esistito quel carteggio che egli conosce direttamente - come mostra il passo che egli cita, « qui meus tuus apud te locus, qui tuus velim ut meus », tratto dalla lettera XII - ma sull'autenticità del quale non si pronuncia, lasciandone l'onere a non precisati « autori », mentre condivide la conclamata opinione della presunta purezza di costumi di Seneca.
Se è certo che in nessun suo scritto Girolamo ha mai considerato Seneca un cristiano, è controverso se egli ritenesse autentico o meno l'epistolario e credesse perciò all'amicizia tra Seneca e Paolo di Tarso: il Fleury risponde affermativamente, a condizione però di ipotizzare l'esistenza di un originario carteggio in greco - di cui peraltro non vi è notizia alcuna - non ritenendo possibile che egli abbia potuto essere ingannato da una « composizione di troppo bassa lega ». Il motivo per il quale Girolamo non si pronuncia sull'autenticità dell'epistolario può essere tuttavia che la notizia di un'amicizia tra Paolo e un intellettuale del livello di Seneca tornava a tutto vantaggio del prestigio della nascente religione e dei suoi maggiori rappresentanti. Infatti, il De viris illustribus ha un intento dichiaratamente polemico contro la cultura pagana, come premette lo stesso Girolamo: «Celso, Porfirio, Giuliano, questi cani arrabbiati contro Cristo, così come i loro seguaci che pensano che la Chiesa non abbia mai avuto oratori, filosofi e colti dottori, sappiano quali uomini di valore l'hanno fondata, edificata, illustrata, e smettano le loro sommarie accuse di rozza semplicità contro la nostra fede ».
Anche sant'Agostino era a conoscenza dell'esistenza del carteggio: verso il 413 scriveva a Macedonio di « Seneca, che visse ai tempi apostolici, del quale si leggono anche alcune lettere a Paolo », dove non è chiaro se egli abbia mai direttamente letto quelle lettere. In ogni caso, sia la neutra ma comunque autorevole testimonianza di Girolamo e Agostino, sia il sermone apocrifo, attribuito a quest'ultimo, ma del XII secolo, che dichiarava Seneca essere « quel famoso pagano amico carissimo del santissimo Apostolo », faranno a lungo credere autentico il carteggio e incontestabile la loro amicizia.

### La presunta amicizia di Seneca e Paolo
Circa un secolo dopo la lettera di Agostino, nella Passio sancti Pauli apostoli, rielaborazione latina, attribuita falsamente a papa Lino, degli Atti apocrifi di Pietro e Paolo, viene aggiunta la notizia della corrispondenza di Paolo e Seneca, e persino di loro personali colloqui - « quatinus si ore ad os alloqui non valeret, frequentibus datis et acceptis epistolis ipsius dulcedine et amicali colloquio atque consilio frueretur » - non però di una conversione di Seneca al cristianesimo.
Trascorsi tre secoli, l'epistolario viene pubblicato nel IX secolo da Alcuino e dedicato a Carlo Magno. Dal cronachista dell'epoca, Freculfo di Lisieux, ai successivi Onorio d'Autun, Vincenzo di Beauvais, Ottone di Frisinga, Pietro Comestore, e Martino Polono, sono tutti convinti dell'amicizia dei due personaggi ma nessuno di essi ritiene Seneca un cristiano. Anche i ben più autorevoli Pietro il Venerabile, Abelardo e Giovanni di Salisbury citano le lettere, senza dedurre alcuna conversione di Seneca al Cristianesimo.
Secondo la storica Marta Sordi, la conoscenza di Seneca e San Paolo, tenuto conto che:
- sono documentati i contatti fra Paolo e la gens Annaea;
- quando Paolo giunse a Roma fra il 56 e il 58, Seneca era l'uomo più potente dopo Nerone;
- Paolo aveva amicizie fra i pretoriani, tra cui Afranio Burro, a sua volta amico di Seneca;
- il fratello di Seneca era intervenuto in favore di Paolo.[1]

### L'evoluzione della leggenda: il cristianesimo di Seneca
Il primo a fare di Seneca un cristiano sembra essere stato il domenicano Giovanni Colonna (c. 1298-c. 1343), il quale nel suo De viris illustribus sostiene che Seneca « fu spesso creduto cristiano, specie quando il grande dottore Girolamo lo inserì nel suo santo catalogo [...] ma sono indotto a credere che egli sia stato cristiano in base a quelle lettere note in tutto il mondo, intitolate Paolo a Seneca e Seneca a Paolo ». Dunque, fu più l'analisi del carteggio che la memoria di una tradizione a indurre il dotto frate a convincersi del cristianesimo di Seneca.

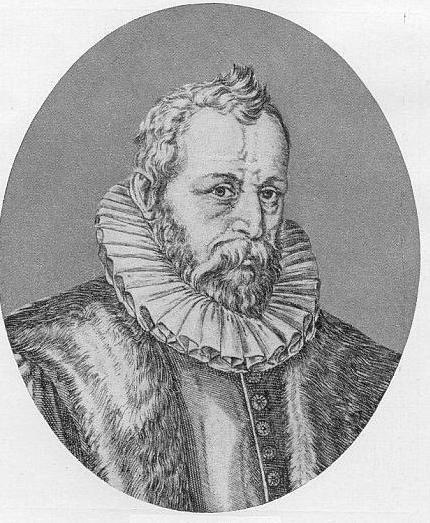
Giusto Lipsio

Commentando il Seneca morale di Dante, il Boccaccio pensa che le lettere, « bene intese, assai chiaro mi pare dimostrino san Paolo lui avere per cristiano » e giunge a interpretare la notizia di Tacito della libagione di Seneca suicida a Giove Liberatore come un battesimo: « quantunque il battesimo della fede avesse [...] non essendo rigenerato secondo il comune uso de' cristiani nel battesimo dell'acqua e dello Spirito Santo, quell'acqua in fonte battesimale consecrasse a Giove Liberatore, cioè a Iesù Cristo [...] né osta il nome di Giove, il quale altra volta è stato mostrato ottimamente convenirsi a Dio, anzi a lui, e non ad alcuna creatura ». Considerazioni condivise nel XV secolo dal letterato Sicco Polenton che, oltre al battesimo da se stesso impartito, immagina che Seneca detti il proprio epitaffio concluso dal verso «Namque animam caelo reddimus, ossa tibi».
A partire dal XV secolo l'affinamento della critica filologica umanistica e la conoscenza delle opere autentiche di Seneca permette a Lorenzo Valla, a Celio Secondo Curione e a Giusto Lipsio di contestare apertamente e con argomenti di merito l'autenticità della corrispondenza, anche se non mancano argomenti opposti e di moda nel XVI secolo: per Sisto Senese, Seneca avrebbe utilizzato uno stile rozzo per dissimularne la paternità qualora « in alienas manus apistolas venissent », mentre nel Seicento Francisco de Bivar, commentando il Dextri Chronicon - una storia universale attribuita all'amico di Girolamo, il senatore Flavio Lucio Dexter, ma in realtà falsificazione del gesuita Jerónimo Román de la Higuera - vi legge la notizia della segreta conversione al cristianesimo di Seneca, discepolo di Paolo, al quale avrebbe scritto mentre l'apostolo si trovava in Spagna.
Naturalmente, l'inserimento di tali elementi romanzeschi ha lo scopo di rendere più credibile la leggenda e ha il vantaggio di appianarne le contraddizioni, ma intanto le contestazioni dell'autenticità del carteggio si erano infittite. Nella sua edizione delle opere di Seneca, Erasmo, ribadendo la matrice pagana del suo pensiero, considera « freddo e inetto » l'anonimo compilatore e accusa Girolamo di malafede e di aver abusato della credulità dei semplici non denunciando il falsario. Concordano anche Teodoro di Beza, il cardinale Bellarmino e il Tillemont, che tuttavia non vuole escludere che i due possano essersi realmente conosciuti.
Nel XVIII secolo la definizione del carteggio come apocrifo e la contestuale negazione del cristianesimo senechiano sembrano essersi imposte ma, forse anche per il mutato clima politico cui corrisponde il recupero di una particolare sensibilità religiosa, con l'Ottocento riprendono vigore le tesi dell'autenticità dell'epistolario e del Seneca cristiano. Joseph de Maistre si dichiara « sicuro che Seneca ha ascoltato san Paolo », mentre l'archeologo pontificio Giovanni Battista de Rossi, scoprendo nel 1867 un'iscrizione ad Ostia - D M / M. ANNAEO / PAULO PETRO / M. ANNEUS PAULUS / FILIO CARISSIMO - della fine del II secolo, deduce che, siccome dei membri della famiglia degli Annei erano cristiani, lo fosse anche il celebre antenato.
Lo sforzo maggiore per sostenere l'esistenza di rapporti di Paolo e Seneca è compiuto da Amédée Fleury, che sottolinea le assonanze del pensiero cristiano con quello di Seneca e deduce la possibilità di contatti fra le due personalità dal fatto che il fratello del filosofo, il proconsole dell'Acaia Gallione, aveva conosciuto Paolo, trascinato in giudizio davanti a lui dagli Ebrei, secondo la testimonianza degli Atti degli Apostoli (18, 12-17). Ma dall'atteggiamento sprezzante tenuto da Gallione - « se sono questioni riguardanti parole, nomi e la vostra legge, vedetevela voi, perché non voglio essere giudice di tali cose. E li cacciò dal tribunale » - non si vede come egli avrebbe potuto far da tramite tra Seneca e Paolo, come sostiene il Fleury, interessandosi delle opinioni e degli scritti di Paolo di Tarso, fino a mandare al fratello « estratti di prediche o frammenti di lettere che Seneca avrebbe avuto fra le mani fin da allora ».

### La critica moderna: autori e scopo del carteggio

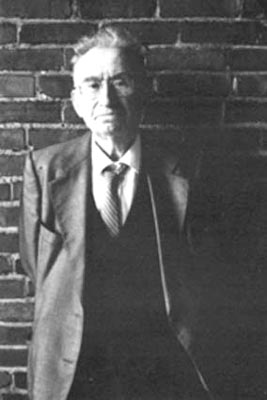
Arnaldo Momigliano

Svanito il tentativo di dare un nome all'autore del carteggio, modernamente la ricerca si è concentrata a stabilire la sussistenza o meno di un'unità nella corrispondenza. Per il Momigliano l'autore è unico e soltanto le date in calce alle ultime lettere sono state apposte da una mano estranea qualche anno dopo. Per il Barlow, invece, si tratterebbe dell'opera di forse tre autori i quali, appartenenti a una scuola di retorica, avrebbero sostenuto semplicemente un'esercitazione assegnata dal loro maestro.
Già il Westerburg volle distinguere tra le lettere X, XI e XII, attribuite al IV secolo, in quanto riportanti una data corretta, con tutte le altre, attribuite al VI secolo perché non datate o, secondo lui, datate scorrettamente, come la XIII e la XIV. In realtà si accertò poi che i due consoli citati nelle lettere, Petronio Lurcone e Paconio Sabino, furono effettivamente consoli suffetti nell'anno 58. Se si considera poi che la datazione per consoli suffetti venne a cessare alla fine del III secolo, è decisamente improbabile che un falsario del VI secolo potesse essere in grado di utilizzarla.
In alcuni codici - il Vindobonensis 969 e il Parisinus latinus 2772 - mancano le lettere XIII e XIV e nel Bernensis 225 manca la XIV: è possibile però che il fatto di essere poste alla fine della serie abbia favorito la loro perdita. Non vi sono, inoltre, nelle lettere, disomogeneità linguistiche tali da rendere necessaria l'ipotesi di un diverso autore e di una diversa datazione: vi sono tuttavia difformità di contenuto. Se Nerone è presentato nella XI lettera come feroce tiranno e crudele persecutore, altrove è persino visto ben disposto nei confronti dei Cristiani. La XIV lettera, poi, sembra esprimere una concezione neo-platonica del Verbo e, in generale, sembra voler accennare a problemi teologici che sono invece del tutto estranei agli interessi puramente retorici delle altre lettere.
Se esistono dubbi sulla presenza di un secondo autore per la lettera XIV, non ne esiste alcuno sul fatto che la lettera XI sia un'interpolazione. Costituiscono indizi sufficienti aver presentato differentemente la figura di Nerone, scagionato Seneca da ogni responsabilità della persecuzione, accomunato gli ebrei alle vittime della repressione - in altre lettere essi sono guardati con ostilità - turbato la regolare e logica successione delle lettere e confuso le date.
Infatti, nell'epistolario le lettere dei due corrispondenti si succedono regolarmente: alla X lettera di Paolo dovrebbe seguire la logica risposta di Seneca contenuta nella XII lettera, poi una successiva lettera di Paolo (XIV lettera) e infine l'ultima lettera di Seneca (nell'ordine che è stato tramandato, la XIII). Aggiungendo come undicesima la sua lettere sull'incendio, probabilmente il secondo falsario ha voluto datare la lettera precedente e le tre successive per « mettere in chiaro che mentre la lettera 11 appartiene al 64, la lettera precedente e le seguenti risalgono al 58 e al 59. Da questo punto di vista le lettere 1-9 potevano rimanere senza data, se dovevano essere considerate anteriori alla lettera 10 ». Se questo è vero, allora il secondo falsario ebbe a disposizione le ultime lettere del carteggio secondo l'ordine X-XIII-XIV-XII, che datò di conseguenza; solo un successivo intervento definirà l'ordine - pur insoddisfacente - con il quale le lettere ci sono infine pervenute.
I motivi per i quali si costruisce una falsa documentazione possono essere molteplici e di natura politica, ideologica, personale. Per il nostro carteggio si è ritenuto che il falsario fosse mosso dall'intento di rilevare l'affinità culturale esistente tra stoicismo e cristianesimo, dimostrando di quest'ultimo la piena legittimità di inserirsi nello sviluppo culturale del pensiero classico: in effetti, le lodi tributate da Seneca a Paolo nella I, VII, IX e XIII lettera sembrano dar ragione di questa interpretazione. Ma si tratta di un generico apprezzamento, non accompagnato da nessuna esposizione del pensiero cristiano e da alcun confronto delle tematiche cristiane con quelle proprie della cultura pagana.
Non solo: Seneca non manca di far notare la povertà dello stile e le manchevolezze formali della scrittura di Paolo, presentato come uomo di poca cultura se non persino ignorante (lettere VII e XIII), bisognoso di studiare i fondamenti dell'esposizione retorica. E Paolo sembra riconoscere la giustezza della critica che gli viene rivolta, esprimendo in tutto l'epistolario convinta deferenza rispetto al prestigioso letterato latino.
Si può in definitiva ritenere che l'autore - anche a dispetto della propria pochezza formale - abbia inteso esortare gli scrittori cristiani allo studio della retorica classica e alla cura dello stile, esprimendo un'esigenza sentita tra i letterati e gli uomini colti del suo tempo, che comprendevano e denunciavano la modesta qualità dello stile delle Scritture. Tale invito è accompagnato dalla difesa dell'alto contenuto morale e spirituale degli scritti cristiani e di Paolo in particolare che, come fu compreso da Seneca, così deve essere apprezzato da tutti gli uomini colti, anche non cristiani.

## Le lettere

### Lettera I: Seneca a Paolo
Credo tibi, Paule, nuntiatum quod heri cum Lucilio nostro de apocrifis [1] et aliis rebus habuerimus. Erant enim quidam disciplinarum tuarum comites mecum. Nam in hortos Sallustianos [2] secesseramus, quo loco occasione nostri [3] alio tendentes hi de quibus dixi visis nobis adiuncti sunt. Certe quod tui praesentiam [4] optavimus, et hoc scias volo: [5] libello tuo lecto, id est de plurimis aliquas litteras [6] quas ad aliquam civitatem seu caput provinciae [7] direxisti [8] mira exortatione vitam moralem continentes, usquequaque referti sumus. Quos sensus non puto ex te dictos, sed per te, certe aliquando ex te et per te. Tanta enim maiestas earum est rerum tantaque generositate [9] clarent, ut vix suffecturas putem aetates hominum quae his institui perficique possint. Bene te valere, frater, cupio. [10]»
Credo, Paolo, che ti sia stato riferito che ieri, con il nostro Lucilio, abbiamo conversato di cose segrete e d'altre cose ancora. C'erano con me alcuni compagni delle tue dottrine. C'eravamo infatti ritirati negli Orti Sallustiani dove, con l'occasione della nostra presenza, anche se erano diretti altrove, vistici, si sono uniti a noi quelli dei quali ho parlato. Certamente abbiamo desiderato la tua presenza, e voglio che tu sappia che con la lettura dei tuoi scritti, alcune delle tante lettere da te indirizzate ad una città o piuttosto capoluogo di provincia, che meravigliosamente esortano a una retta condotta morale, ci siamo completamente ricreati. Credo che quelle espressioni siano state dette non da te, ma per mezzo di te; certo, alla fine, da te e per mezzo tuo. Davvero è tanta la maestà di quei pensieri splendenti di così grande nobiltà che penso che agli uomini non basti tutta la vita per istruirsi e perfezionarsi in esse. Ti auguro di star bene, fratello.»

#### Commento
- [1] - Apocrifis, o apocriphis, apogriphis, apocryphys, ecc, è grecismo tardo latino, d'uso solo cristiano; qui significa « cose segrete, riservate agli iniziati », come già interpretava Lefèvre d'Etaples[45] Da escludere che possa significare « libri non canonici », come sostiene Erbetta,[46] ché sarebbe un'anacronistica ingenuità imperdonabile in un falsario
- [2] - In hortos Sallustianos: i sontuosi giardini di Sallustio erano divenuti proprietà privata dell'imperatore già sotto Tiberio e nessuna fonte afferma che essi fossero aperti al pubblico al tempo di Nerone. È probabile che il falsario abbia immaginato l'incontro tra Seneca e i cristiani in una tale cornice nel conforme rispetto del topos che vuole che i dialoghi letterari e filosofici si svolgano nella cornice amena di una serena natura umanizzata, senza porsi « il problema se la presenza di questo gruppo di Cristiani nei giardini dell'imperatore fosse veramente attendibile dal punto di vista storico ».[47]
- [3] - occasione nostri, anziché nostra, secondo un uso raro nel latino classico ma frequente nella tarda latinità per l'influsso della traduzione pressoché letterale dal greco dei testi biblici.
- [4] - tui praesentiam: formula simile alla precedente. È da notare l'analogia con l'espressione praesentia mei (παρουσίᾳ μου) di Paolo in Filippesi 2, 12.
- [5] - hoc scias volo: altra locuzione frequente in Paolo.[48]
- [6] - libello tuo ... aliquas litteras: classicamente, libellus si riferisce a una sola lettera; qui è riferito invece a un gruppo di lettere - de plurimis aliquas litteras - di Paolo. Il falsario suppone che già vivente Paolo circolasse la raccolta delle sue lettere nelle comunità cristiane. L'accusativo aliquas litteras - presente in quasi tutti i codici e corretto dai copisti in aliquibus litteris solo in quattro codici più recenti - è un errore dovuto all'attrazione del successivo accusativo quas.
- [7] - caput provinciae: espressione tardo-latina.
- [8] - litteras direxisti: altra espressione del linguaggio parlato, divenuta comune nella scrittura letteraria tardo-latina.
- [9] - generositate: generositas appartiene alla retorica della terminologia classica, « nel senso di grande, pomposo, brillante »;[49] nel latino tardo significa, come qui, la grandezza derivata dall'ispirazione divina, già enfatizzata dal precedente non puto ex te dictos, sed per te, del tutto impropria in Seneca.
- [10] - Bene te valere, frater, cupio: il frater è naturalmente formula cristiana. Il nostro autore, in tutte le sue lettere, usa una generica forma di saluto che non corrisponde né a quella delle vere lettere di Paolo né a quelle, di finzione letteraria, delle lettere di Seneca.[50] Anche dall'uso convenzionale di tali formule di saluto si potrebbe dedurre che questo carteggio non intende essere un'esercitazione stilistica, che obbligherebbe l'anonimo a una accurata imitazione dello stile epistolare dei due corrispondenti e a un'ampia citazione dei loro scritti.[51]

### Lettera II: Paolo a Seneca
Con gioia ho ricevuto ieri la tua lettera, alla quale avrei risposto subito, se avessi potuto disporre di un giovane da mandarti. Sai infatti quando, per chi, in che tempo e a chi si debba dare e fare affidamento. Ti prego perciò di non credere di essere stato trascurato, mentre invece ho riguardo alla qualità della tua persona. Anzi, poiché scrivi da qualche parte che le mie lettere vi sono state gradite, mi considero fortunato per il giudizio di un uomo così illustre. Tu infatti, giudice, maestro di retorica, precettore di tanto principe e anche di tutti, non diresti questo se tu davvero non lo credessi. Ti auguro di vivere a lungo e bene.»

#### Commento
- [1] - Annaeo Senecae Paulus: nelle lettere indirizzate da Paolo, il suo nome figura sempre dopo quello di Seneca, contrariamente all'uso classico, che vuole il nome del mittente precedere quello del destinatario. In effetti, dal II secolo la regola s'inverte e il nome del mittente viene più spesso posposto, come avviene regolarmente per le lettere indirizzate da inferiori a superiori e per quelle scritte da cristiani, come espressione di umiltà.[52] Il nostro autore presume che questa convenzione esistesse già nel I secolo e sottolinea altresì la differenza di fede: Seneca, di elevata condizione sociale ma anche pagano, antepone il proprio nome a quello di Paolo.
- [2] - praesentiam iuvenis... habuissem: praesentiam iuvenis è espressione tarda. Nel I secolo non si sarebbe utilizzato l'astratto praesentia ma direttamente il concreto iuvenis. Il Fleury[53] sostiene che il falsario abbia tenuto presenti le vere lettere paoline che citano l'utilizzo di un giovane portalettere - Efesini 6, 21; Colossesi 4, 7; Romani 16, 22 - per rendere più credibile l'autenticità della lettera. Tuttavia, lamentare l'assenza di un messaggero per giustificare un ritardo di risposta era anche un espediente retorico noto fin dall'antichità classica.[54]
- [3] - quando et per quem et quo tempore et cui quid: barocco sfoggio pedantesco dell'anonimo che sembra aver avuto un'educazione retorica.[55]
- [4] - censor: sta per giudice, censor morum o censor disciplinarum, come in Tertulliano, De pudicitia 14, 27.
- [5] - sophista: in generale, ha sia il significato negativo di retore vacuo e verboso, quanto quello positivo, come l'originario σοφιστής, accolto da Cicerone, di retore eloquente in quanto ricco di dottrina filosofica, ossia di « oratore-filosofo ».[56] Con il tempo, prevale il senso spregiativo, mentre quello elogiativo perde il significato di oratore-filosofo per assumere quello di « maestro di retorica », dal quale ogni riferimento alla filosofia viene decisamente a cadere. Così Mario Vittorino nel IV secolo definisce retore « colui che insegna letteratura ed eloquenza », è il maestro di tecnica oratoria, sofista è « colui che insegna l'arte del dire », è cioè il maestro di pratica oratoria, mentre oratore è l'avvocato eloquente.[57] Le sottili distinzioni di Vittorino non impedivano nell'uso comune di confondere tra di loro i tre diversi appellativi. In ogni caso, per il nostro scrittore Seneca è « maestro di retorica », e questo fa sospettare che egli confonda il filosofo Lucio Anneo con l'omonimo padre Seneca il retore, autore delle Oratorum et rhetorum sententiae, secondo una lunghissima contaminazione delle due figure attestata già nella tarda latinità e sciolta solo alla fine del XV secolo,[58] durante la quale si distinse un Seneca tragediografo da un Seneca morale e insieme retore, nel quale confluì anche la figura del padre.[59] A parte queste considerazioni, la fervida ammirazione di Paolo per le virtù retoriche è in assoluto contrasto con la sua figura storica ma, ancora una volta, l'anonimo sembra interessato a presentare i primi cristiani come convinti ammiratori della cultura classica, di contro alle accuse di rozzezza e di ignoranza loro rivolte.

### Lettera III: Seneca a Paolo
Quaedam volumina [1] ordinavi et divisionibus suis statum eis dedi. Ea quoque Caesari legere sum destinatus. Si modo fors prospere annuerit, [2] ut novas aures adferat, eris forsitan et tu praesens; sin, alias reddam tibi diem, ut hoc opus invicem inspiciamus. Et possem non edere ei eam scripturam, nisi prius tecum conferrem, si modo impune hoc fieri potuisset, hoc ut scires, non te praeteriri. Vale, Paule carissime.»
Ho messo in ordine alcuni scritti e li ho divisi secondo l'argomento. Ho anche deciso di leggerli a Cesare. Se la sorte sarà propizia così che egli mostri un interesse insperato, forse potrai essere presente anche tu, altrimenti ti fisserò un giorno per esaminare insieme quest'opera. Potrei anche non comunicargli questi scritti senza prima averne parlato con te, se questo si potesse fare senza rischi: questo, perché tu sappia che non ti trascuro. Sta' bene, carissimo Paolo.»

#### Commento
- [1] - Quaedam volumina: non si sa quali siano questi scritti di Seneca né si capisce perché egli debba farli leggere a Paolo prima di mostrarli a Nerone. Tutta la lettera appare « una finzione letteraria, un espediente per dar modo a Seneca di dimostrare quanta considerazione nutra nei confronti di S. Paolo ».[60]
- [2] - Fors prospere annuerit: tra gli altri, anche Erasmo criticò l'introduzione nella lettera della sorte in luogo di Dio o della provvidenza, che pure « Seneca paganus toties nominat in scriptis suis »,[61]

### Lettera IV: Paolo a Seneca
Quotienscumque litteras tuas audio, praesentiam tui cogito nec aliud existimo quam omni tempore te nobiscum esse. Cum primum itaque venire coeperis, [1] invicem nos et de proximo [2] videbimus. Bene te valere opto.»
Ogni volta che leggo le tue lettere, penso che tu sei presente e non immagino altro se non che tu sei sempre con noi. Non appena verrai, ci vedremo l'un l'altro di persona. Ti auguro di star bene.»

#### Commento
- [1] - Cum primum itaque venire coeperis: costruzione tardo-latina, per cum primum veneris, che si trova spesso nelle traduzioni dal greco della letteratura biblica, specie nella versione dell'Itala, portata a termine nel III secolo.
- [2] - de proximo: il rafforzativo de, tratto dalla lingua parlata, si trova spesso in Tertulliano.

### Lettera V: Seneca a Paolo
Nimio tuo secessu angimur. Quid est? Quae te res remotum faciunt? Si indignatio dominae, [1] quod a ritu et secta [2] veteri recesseris et aliorsum converteris, [3] erit postulandi locus, ut ratione factum, non levitate hoc existimet. [4] Bene vale.»
Soffriamo per la tua lunga separazione. Che c'è? Che cosa ti tiene lontano? Se è l'indignazione dell'imperatrice, perché ti sei separato dall’antica religione e dai suoi riti per rivolgerti altrove, sarà il caso di chiederle di pensare che tu hai fatto tutto ciò non per leggerezza, ma a ragion veduta. Sta' bene.»

#### Commento
- [1] - Domina è qui senz'altro imperatrice, come usa Svetonio. Il giudaismo di Poppea è attestato da Giuseppe Flavio nelle Antichità giudaiche (20, 8, 11 e 20, 11, 1); secondo Tacito (Annali, 16, 6), Poppea non fu cremata, secondo l'uso romano, ma fu sepolta secondo « l'uso dei re stranieri ». Il giudaismo si era diffuso a Roma nel I secolo anche fra esponenti delle classi socialmente elevate e in particolare fra le donne le quali « non trovavano l'ostacolo della circoncisione ed erano meno tenute alla partecipazione ai riti del culto ufficiale ».[62]
- [2] - ritu et secta: ritus indica nel IV secolo « religione »;[63] per il nostro anonimo secta sta proprio per giudaismo come appare anche nella epistola VIII, e anche negli Atti degli apostoli 26, 5 secta esprime direttamente la religione ebraica.
- [3] - aliorsum converteris: nel IV secolo convertere non significa più soltanto rivolgersi ma già aderire al cristianesimo.[64]
- [4] - Poppea si sarebbe potuta offendere alla notizia della conversione di Paolo solo se l'avesse conosciuto bene. La leggenda delle frequentazioni di Paolo con la corte neroniana nacque nel II secolo e viene riportata negli Atti apocrifi e di essa si mostra informato anche Giovanni Crisostomo che scrive dei rapporti di Paolo con « una concubina di Nerone ».[65] È da rilevare come solo in questo carteggio Seneca giochi un ruolo nell'ambito di quella leggenda, come figura intermediaria tra la corte imperiale e Paolo.

### Lettera VI: Paolo a Seneca e a Lucilio
De his quae mihi scripsistis non licet harundine et atramento eloqui, [2] quarum altera res notat et designat aliquid, altera evidenter ostendit, praecipue cum sciam inter vos esse, hoc est apud vos et in vobis, [3] qui me intelligant. Honor omnibus habendus est, tanto magis quanto indignandi occasionem captant. [4] Quibus si patientiam demus, [5] omni modo eos et quaqua parte vincemus, si modo hi sunt qui paenitentiam sui gerant. [6] Bene valete.»
Delle cose che mi avete scritto non è il caso di trattare con penna e inchiostro, perché la prima segna e traccia quel che il secondo rende evidente, specie sapendo che tra voi, cioè fra i vostri conoscenti e i vostri amici, vi è chi mi capisce. Si devono onorare tutti, soprattutto quelli che aspettano soltanto l'occasione d'indignarsi. Se ci mostreremo concilianti con loro, li vinceremo sotto ogni aspetto e da qualunque parte, purché essi siano di quelli che si pentono. State bene.»

#### Commento
- [1] - Questa epistola appare la diretta risposta di Paolo alla lettera precedente: egli rifiuta l'intercessione presso Poppea proposta da Seneca.
- [2] - harundine et atramento: harundo, nel significato di penna da scrivere, in luogo di calamus, è termine soltanto poetico.[66] Poiché l'abbinamento calamus et atramentum è frequente nei testi sia classici che tardi, sembra che il nostro autore abbia voluto nobilitare retoricamente un'espressione di uso comune.
- [3] - apud vos et in vobis: sono, rispettivamente, le comuni amicizie e quelle più intime
- [4] - indignandi occasione captant: è l'indignatio di Poppea cui faceva riferimento la lettera precedente.
- [5] - si patientiam demus: patientiam dare è una iunctura senza tradizione né classica né tarda; l'esortazione alla patientia, cristianamente intesa, non è la sopportazione stoica, ma è l'arrendevolezza di fronte all'avversione del nemico, testimoniata dalle autentiche lettere paoline. In questa lettera, patientia è invece la semplice accortezza a evitare i problemi che deriverebbero dal mettersi in conflitto con un potente.
- [6] - paenitentiam sui gerant: anziché la comune paenitentiam agerant. Paenitentiam gerere è forma attestata in autori cristiani e la paenitentia - equivalente alla greca μετάνοια - indica il pentimento del convertito.

### Lettera VII: Seneca a Paolo e a Teofilo
Profiteor bene me acceptum lectione litterarum tuarum quas Galatis Corinthiis Achaeis [2] misisti, et ita invicem vivamus, ut etiam cum honore divino eas exhibes. Spiritus enim sanctus in te et super excelsos sublimi ore satis venerabiles sensus exprimit. [3] Vellem itaque, cum res eximias proferas, ut maiestati earum cultus sermonis non desit. [4] Et ne quid tibi, frater, subripiam aut conscientiae meae debeam, confiteor Augustum sensibus tuis motum. Cui perlecto virtutis in te exordio, [5] ista vox fuit: mirari [6] eum posse ut qui non legitime imbutus sit taliter sentiat. Cui ego respondi solere deos ore innocentium effari, haut eorum qui praevaricare doctrina sua quid possint. [7] Et dato ei exemplo Vatieni hominis rusticuli, [8] cui viri duo adparuerunt in agro Reatino, qui postea Castor et Pollux sunt nominati, satis instructus videtur. Valete.»
Confesso di essermi dilettato leggendo le lettere che hai mandato ai Galati, ai Corinzi e agli Achei, e possiamo vivere noi insieme, così come tu scrivi quelle lettere onorando Dio. In effetti lo Spirito santo che è in te e al di sopra dei maggiori ingegni, esprime con bocca sublime concetti tanto venerandi. Vorrei perciò che, trattando argomenti elevati, non mancasse all'altezza del loro contenuto la parola forbita. E per non nasconderti nulla, fratello, e non essere in debito con la mia coscienza, ti confesso che l'imperatore si è commosso alle tue parole. Lettogli per esteso come iniziasti la tua vita ispirata, egli esclamò: «È stupefacente che una persona priva di regolare istruzione possa esprimere tali pensieri!». Io gli risposi che gli dèi sono soliti esprimersi per bocca di gente semplice, e non attraverso chi possa travisarli, utilizzando la sua erudizione. E gli portai l'esempio di Vatieno, uomo incolto, al quale nell'agro reatino apparvero due uomini che poi si rivelarono essere Castore e Polluce, e Nerone apparve convinto. State bene.»

#### Commento
- [1] - Theophilo: dalle fonti canoniche non risulta nessun Teofilo amico di Paolo. È possibile che l'anonimo abbia confuso Teofilo con Timoteo oppure[67] che abbia tratto quel nome dall'apocrifa lettera ai Corinzi 1, 1.
- [2] - Corinthiis Achaeis: vi è chi interpreta « ai Corinzi dell'Acaia », ma Corinto non faceva parte dell'Acaia nella Grecia indipendente, mentre tutta la Grecia romana era denominata Acaia. Probabilmente occorre tradurre Acheis « agli Achei », secondo il dettato della II Corinzi 1, 1: « Corinthi, cum omnibus sanctis, qui sunt in universa Acaia ».
- [3] - Spiritus ... exprimit: qui s'intende che Paolo, essendo ispirato da Dio, supera ogni ingegno umano e parla in modo sublime, esprimendo concetti elevatissimi - satis venerabiles - avendo qui satis significato di valde, come è comune quando si leghi a un aggettivo o a un avverbio. Naturalmente l'autentica concezione di Seneca era ben diversa da quella che l'anonimo intende accreditargli: egli non scrive mai di Spiritus santus, ma semmai di sacer spiritus, che è il « Pneuma », il principio vivificante che circola e permea tutta la realtà, e non trascende il mondo, come il Dio cristiano, né come Spirito discende sull'uomo per grazia.
- [4] - Vellem... desit: il nostro autore sbaglia la consecutio temporum proprio quando si preoccupa di mettere in rilievo la sapienza retorica di Seneca rispetto alla pochezza della formazione culturale di Paolo! Chi legge il carteggio « rimane colpito dal fatto che manca tutto ciò che ci si aspetterebbe di trovare in un epistolario di Seneca e S. Paolo: manca a queste lettere una reale problematica filosofica e religiosa e non c'è da parte dell'anonimo la volontà di porre intenzionalmente a confronto Stoicismo e Cristianesimo. I problemi a cui l'autore dimostra di essere più sensibile sono quelli riguardanti la forma e lo stile. Ciò avvalora l'ipotesi [...] che l'anonimo, presentando Seneca come maestro di stile nei confronti di Paolo, confonda in una sola persona Seneca padre e Seneca figlio ».[68]
- [5] - Cui perlecto virtutis in te exordio: passo controverso. Contro l'opinione del Barlow[69] che traduce « Quando il mio trattato sulla virtù che è in te gli fu letto » - dove non si capisce come « exordium » possa significare «trattato» - il Fleury interpreta con exordium la conversione di Paolo al Cristianesimo, in quanto inizio della sua vita virtuosa, narrata nella lettera ai Galati.[70] Nella traduzione del passo è però da tener conto che la virtus testamentaria non è la classica areté ma semmai la dýnamis, il potere dato all'apostolo dall'ispirazione divina che lo anima.
- [6] - mirari: è nota la leggenda, narrata negli Atti apocrifi, che certamente il nostro anonimo conosce, dello stupore di Nerone di fronte a parole e azioni di cristiani: per esempio, nella Passio sanctorum apostolorum Petri et Pauli, Nerone conosce e dialoga con Paolo e alle sue parole obstupuit.[71]
- [7] - Con ciò si intende giustificare la presunta scarsa cultura di Paolo e dei cristiani in generale, e si polemizza con i pagani, spesso incapaci, malgrado o proprio a causa della loro erudizione, di cogliere le verità del messaggio cristiano.
- [8] - Vatieni hominis rusticuli: la leggenda di Publio Vatinio (o Vatieno o Vacieno) fu molto popolare per secoli ed è narrata per la prima volta da Cicerone (De natura deorum II, 6): « mentre di notte tornava a Roma da Rieti, di cui era prefetto, due giovani su due cavalli bianchi gli dissero che il re Perseo di Macedonia era stato fatto prigioniero quel giorno stesso. Informato il Senato, fu in un primo tempo gettato in carcere per aver parlato sconsideratamente di affari di Stato ma poi, giunte le lettere di Paolo che confermavano il fatto e il giorno, dal Senato gli fu donato un campo e fu esentato dal servizio militare »; Cicerone chiama Vatinio homo rusticus in un successivo passo (III, 11), chiedendosi perché i due dei non dessero piuttosto la notizia a Catone, allora princeps, « il cittadino più in vista della città ». Contro la diffusa immagine di un Paolo rusticulus polemizzò san Girolamo nell'Apologeticum ad Pammachium: egli afferma che le sue parole sembrerebbero sì simplicia et quasi innocentis hominis ac rusticani ma a guardar bene si rivelano tonitrua et fulmina e Paolo stesso un artifex prudens.

### Lettera VIII: Paolo a Seneca
Licet non ignorem Caesarem nostrum rerum admirandarum, si quando deficiet, amatorem esse, [2]permittes tamen te non laedi, sed admoneri. Puto enim te graviter fecisse, quod ei in notitiam perferre voluisti quod ritui et disciplinae eius sit contrarium. Cum enim ille gentium deos colat, quid tibi visum sit ut hoc scire eum velles non video, nisi nimio amore meo facere te hoc existimo. [3] Rogo de futuro ne id agas. Cavendum est enim ne, dum me diligis, offensum dominae facias, cuius quidem offensa neque oberit, si perseveraverit, neque, si non sit, proderit; si est regina, non indignabitur, si mulier est, offendetur. Bene vale.»
So bene che il nostro Cesare ama le cose che destano meraviglia, sbagliando anche a volte, ma permettimi di ammonirti senza offenderti. Penso infatti che tu abbia agito in modo inopportuno portandolo a conoscenza di quanto è contrario al suo culto e alla sua religione. Infatti, dal momento che egli venera gli dèi pagani, non capisco come ti sia venuto in mente di volergli far conoscere questi argomenti, a meno di non pensare che tu l'abbia fatto per il troppo affetto che nutri per me. In futuro, ti prego di non farlo più. Devi stare attento, volendomi bene, a non urtare l'imperatrice, il cui rancore, se lei persistesse a mantenerlo, certo non ci fermerà, ma nemmeno ci sarà utile; comportandosi da regina, non si indignerà, ma si offenderà se si comporterà come una donna qualunque. Sta' bene.»

#### Commento
- [1] - In questa lettera Paolo rimprovera Seneca per aver fatto conoscere i suoi scritti a Nerone, ritenendo imprudente tale iniziativa, malgrado l'ammirazione dimostrata dall'imperatore.
- [2] - rerum admirandarum ... amatorem esse: ritorna qui il motivo del Nerone amante dei racconti meravigliosi.
- [3] - Cum enim ... existimo: qui l'autore sembra tener presente la Prima lettera ai Corinzi[72] nella quale Paolo invita a comportarsi in modo da non dare scandalo.

### Lettera IX: Seneca a Paolo
Scio te non tam tui causa commotum litteris quas ad te de editione epistolarum tuarum Caesari feci quam natura rerum, quae ita mentes hominum ab omnibus artibus et moribus rectis revocat, ut non hodie admirer, quippe ut multis documentis hoc iam notissimum habeam. Igitur nove agamus, et si quid facile in praeteritum factum est, veniam inrogabis. Misi tibi librum de verborum copia. [1] Vale, Paule carissime.»
So bene che non sei preoccupato tanto per te stesso, avendoti scritto della raccolta delle tue lettere a Cesare, quanto per la natura umana, che allontana gli uomini da ogni abitudine e costume onesto: non me ne stupirò adesso, avendo io questo ben noto da tante prove. Comportiamoci allora diversamente, e se in passato si è fatto qualcosa con leggerezza, mi scuserai. Ti ho mandato il libro De verborum copia. Sta' bene, carissimo Paolo.»

#### Commento
- [1] - De verborum copia: di quest'opera - Sulla facondia - che dovrebbe essere un manuale di retorica, non vi è traccia tra le opere attribuite a Seneca, ma figura come titolo in alcuni codici dell'XI secolo di una miscellanea di autentiche lettere di Seneca e del trattato morale del vescovo Martino di Braga, la Formula vitae honestae, composto nel VI secolo. In seguito, è avvenuto che da taluno[73] erroneamente si identificasse senz'altro la Formula vitae honestae con il De verborum copia, deducendo così che il carteggio di Seneca e Paolo fosse posteriore al VI secolo, nella presunzione che il nostro falsario scrivesse conoscendo l'opera del vescovo Martino. Ipotesi inconsistente, sia perché il carteggio non è posteriore al IV secolo, sia perché lo scritto di Martino tratta di argomenti morali, mentre questa presunta opera si occupa di retorica, né mai Martino, che titolò esplicitamente[74] Formula vitae honestae il suo trattato, risulta avervi aggiunto altri titoli. Fu dunque la conoscenza di questa lettera a provocare, dopo il VI secolo, la falsa identificazione delle due opere. Resta aperto il problema se il falsario, come sembra più probabile, fosse a conoscenza di un tale scritto di retorica - da attribuirsi semmai a Seneca il vecchio - o se invece se ne sia semplicemente inventata l'esistenza.

### Lettera X: Paolo a Seneca
Quotienscumque tibi scribo et nomen meum subsecundo, [1] gravem sectae meae et incongruentem [2] rem facio. Debeo enim, ut saepe professus sum, cum omnibus omnia esse et id observare in tua persona quod lex Romana [3] honori senatus concessit, perfecta epistola ultimum locum eligere, ne cum aporia et dedecore cupiam efficere quod mei arbitrii fuerit. Vale, devotissime [4] magister. Data V Kal. Iul. Nerone III et Messalla consulibus.»
Ogni volta che ti scrivo e che metto il mio nome subito dopo il tuo, compio un'azione gravemente incongruente con la mia religione. Io devo infatti, come dissi spesso, essere tutto per tutti e trattandosi della tua persona rispettare quell'onore che la legge romana riconobbe ai senatori, scegliere l'ultimo posto al termine della lettera, non volendo fare a mio arbitrio in modo confuso e vergognoso. Sta' bene, devotissimo maestro. Il 27 giugno [dell'anno 58], sotto il terzo consolato di Nerone e Messala.»

#### Commento
- [1] - subsecundo: il problema manifestato da Paolo in questa lettera è che egli pur scrivendo il proprio nome subito dopo quello di Seneca, nel segno di una umiltà tipicamente cristiana - ma, come già osservato, anacronistica nel I secolo - pensa che dovrebbe in realtà inserirlo in fondo alla lettera, perché così, nel caso di lettere indirizzate a un senatore, prevederebbe una legge romana, o almeno una consuetudine.
- [2] - gravem ... et incongruentem: endiadi.
- [3] - lex romana: di tale legge non risulta esistenza, ma potrebbe trattarsi di una norma, come scrive Gaio Giulio Vittore (Rethorica, 27): « Praefationes ac subscriptione litterarum computandae sunt pro discrimine amicitiae aut dignitatis, habita ratione consuetudinis ».
- [4] - devotissime: devotus assunse distinzione onorifica solo nel IV secolo.

### Lettera XI (XIV): Seneca a Paolo
Ave, mi Paule carissime. Putasne me aut contristari et non luctuosum esse quod de innocentia vestra subinde supplicium sumatur? Dehinc quod tam duros tamque obnoxios vos reatui omnis populus iudicet, putans a vobis effici quicquid in urbe contrarium fit? Sed feramus aequo animo et utamur foro [2] quod sors concessit, donec invicta felicitas [3] finem malis imponat. Tulit et priscorum aetas Macedonem, Philippi filium, Cyros Darium Dionysium, nostra quoque Gaium Caesarem, quibus quicquid libuit licuit. [4] Incendium urbs Romana manifeste saepe unde [5]patiatur constat. Sed si effari humilitas humana potuisset quid causae sit et impune in his tenebris loqui liceret, iam omnes omnia [6] viderent. Christiani et Iudei [7] quasi machinatores incendii - pro! - supplicio adfecti fieri solent. Grassator [8] iste quisquis est, cui voluptas carnificina est et mendacium velamentum, tempori suo [9] destinatus est, et ut optimus quisque unum pro multis datum est caput, [10] ita et hic devotus pro omnibus igni cremabitur. Centum triginta duae domus, insulae quattuor milia [11] sex diebus arsere; septimus pausam dedit. Bene te valere, frster, opto. Data V Kal. Apr. Frugi et Basso consulibus. [12]»
Salve, mio carissimo Paolo. Pensi che non mi rattristi e che non sia funesto il fatto che voi innocenti siate ripetutamente puniti? E ancora, che tutti vi giudichino così incalliti e portati al delitto da considerarvi responsabili di quel che di male accade in città? Ma sopportiamo serenamente e avvaliamoci delle opportunità offerte dalla sorte, finché la beatitudine eterna non ponga fine ai nostri mali. Anche il passato ha dovuto subire il Macedone, figlio di Filippo, Ciro, Dario e Dionisio, e la nostra età Caligola, ai quali fu lecito qualunque cosa loro piacque. È chiaro da dove Roma subisca spesso un incendio. Ma se la gente comune potesse dire quale sia la causa e fosse permesso parlare senza rischi in questi tempi oscuri, allora tutti vedrebbero tutto. Cristiani ed Ebrei, purtroppo, sono continuamente mandati al supplizio come organizzatori dell'incendio. Questo brigante, chiunque egli sia, che gode della carneficina e che si rifugia nella menzogna, è destinato al suo tempo, e come il migliore tra gli uomini si sacrifica per molti, così anche costui è destinato a bruciare nel fuoco per tutti. Per sei giorni bruciarono centotrentadue palazzi e quattromila condomìni; il settimo giorno il fuoco cessò. Ti auguro, fratello, di star bene. Il 28 marzo [dell'anno 64], sotto il consolato di Frugi e Basso.»

#### Commento
- [1] - Questa lettera, datata all'anno 64, subito dopo l'incendio di Roma, interrompe il filo logico della corrispondenza - la risposta di Seneca, con data 29 marzo 59, alla precedente lettera di Paolo è infatti rappresentata dalla lettera XII - e dovrebbe pertanto essere l'ultima del carteggio. È generalmente considerata di altra mano ancora: forse fu interpolata in questa posizione per l'errore dovuto al fatto di avere lo stesso incipit della XII, Ave, Paule carissime.
- [2] - uti foro: l'espressione, usata da Terenzio (Phormio 79) e nell'anonimo Querolus, era proverbiale e significava « saper stare al mondo, sfruttare l'occasione buona »; è possibile però che qui il nostro scrittore la usi in altro senso, e il passo potrebbe tradursi: « accettiamo il nostro destino ».
- [3] - invicta felicitas: per un cristiano è la beatitudine dell'altra vita, come in Agostino (Sermone 280) è perpetuae felicitatis premium o (De civitate 7) aeternae vitae felicitatem. Naturalmente, in Seneca (Dialoghi VII, 2, 2) la felicitas non ha nulla di sovrannaturale: in virtute posita est vera felicitas e l'immortalità dell'anima non esiste.[75]
- [4] - quibus quicquid libuit licuit: altra espressione proverbiale, che Dante (Inferno V, 56) riportò nel noto « libito fe' licito in sua legge ».
- [5] - saepe unde: unde indica chiaramente Nerone, meno chiaro è se saepe si riferisca in generale agli incendi patiti da Roma nella sua storia o, come tuttavia sembra probabile nel testo, proprio durante il regno di Nerone.
- [6] - omnes omnia: casi di polittoti come questo si trovano anche in Paolo, I Corinzi 9, 22: « Omnibus omnia factus sum ut omnes facerem salvos » e 10, 33: « ego per omnia omnibus placeo non quaerens ».
- [7] - Iudei: non è attestato che anche gli Ebrei fossero accusati dell'incendio. È possibile che il nostro scrittore abbia presente Svetonio (Claudio, 25), « Iudeos impulsore Chresto assidue tumultuantes Roma expulit », dove per altro lo storico non distingue tra Cristiani ed Ebrei.
- [8] - Grassator: in Nerone 36, Svetonio scrive « Nec minore saevitia [...] grassatus est ». Nella lettera appare l'identificazione di Nerone con l'Anticristo: « Nella persona di Nerone (tiranno, persecutore, Anticristo) culmina la sintesi cristiana della tradizione letteraria antitirannica pagana con la letteratura apocalittica giudaica: nei Cristiani si ritrovano tutti gli elementi topici dell'invettiva antitirannica pagana arricchiti dei toni profetici e oscuramente minacciosi delle Apocalissi ».[76]
- [9] - tempore suo: allusione alla fine dei tempi.
- [10] - unum pro multis datum est caput: citazione di Virgilio (Eneide 5, 815): Unum pro multis dabitur caput, dove la morte di Palinuro permette ai compagni di scampare al naufragio.
- [11] - Centum ... milia: le precise informazioni sulle distruzioni provocate dall'incendio appaiono attendibili, in quanto il rapporto di circa 1:30 tra domus e insulae è attestato dalla mappa della città di Roma del IV secolo. Poiché gli storici del tempo non danno il numero delle domus e delle insulae andate distrutte,[77] resta il problema se questo secondo falsario abbia inventato le cifre date nella lettera deducendole dai Regionari del IV secolo o se le abbia attinte da una fonte del I secolo andata poi perduta.
- [12] - Data V Kal. Apr. Frugi et Basso consulibus: 28 marzo 64. L'incendio iniziò invece, secondo Tacito (Annali 15, 41), il 19 luglio, XIIII Kal. Sextiles principium incendii. Secondo il Momigliano[78] la data dell'incendio sarebbe stata anticipata ad arte per far sì che Paolo - morto, secondo la tradizione, il 29 giugno 64 e dunque prima dell'incendio - potesse essere ancora in corrispondenza con Seneca e poi cadere vittima della persecuzione neroniana. Si ritiene, inoltre, che l'autore di questa lettera abbia aggiunto le date presenti in calce alle altre quattro lettere dell'epistolario.

### Lettera XII: Seneca a Paolo
Ave, mi Paule carissime. Si mihi nominique meo vir tantus et a Deo dilectus omnibus modis, non dico fueris iunctus, sed necessario mixtus, [optume] actum erit de Seneca tuo. [2] Cum sis igitur vertex et altissimorum omnium montium cacumen, non ergo vis laeter, si ita sim tibi proximus ut alter similis tui deputet? [3] Haut itaque te indignum prima facie epistolarum nominandum [4] censeas, ne temptare me quam laudare videaris, quippe cum scias te civem esse Romanum. Nam qui meus tuus apud te locus, qui tuus velim ut meus. [5] Vale, mi Paule carissime. Data X Kal. Apr. Aproniano et Capitone consulibus.»
Salve, mio Paolo carissimo. Se un uomo così grande e prediletto da Dio sotto ogni aspetto sarà, non dico congiunto, ma tutt'uno con me e con il mio nome, questa sarà la cosa migliore per il tuo Seneca. Essendo tu vertice e vetta d'ogni più alto monte, non vuoi che mi rallegri se sono così vicino a te tanto da esser considerato un altro te stesso? Non ritenere dunque di non esser degno di figurare nel prescritto delle lettere, ché altrimenti sembrerebbe che tu voglia mettermi alla prova più che lodarmi, sapendo bene di essere un cittadino romano. Infatti, il mio posto è anche il tuo, e vorrei che il tuo prestigio fosse anche il mio. Sta' bene, mio carissimo Paolo. Il 23 marzo [dell'anno 59], sotto il consolato di Aproniano e Capitone.»

#### Commento
- [1] - Seneca risponde alla lettera X di Paolo.
- [2] - La corruzione del testo ha reso necessaria l'aggiunta dell'avverbio optume, senza il quale il senso della frase sarebbe opposto a quello logico.[79]
- [3] - vedi nota [5]
- [4] - indignum ... nominandum: in luogo del classico indignum nominari. Il gerundio invece dell'infinito è uso della latinità tarda, come in Agostino, Epistola CXVIII, 3, 16: « fruendum Deo [...] bonum nostrum esse dicunt ».
- [5] - meus tuus ... ut meus: nel passo si gioca sul duplice significato di locus, posizione del loro nome nella lettera e la posizione personale di Seneca e di Paolo nel mondo. Si confronti con la Praefatiuncula di Ausonio a Siagrio: « Pectoris ut nostri sedem colis, alme Syagri / communemque habitas alter ego Ausonium: / sic etiam nostro praefatus habebere libro, / differat ut nihilo, sit tuus anne meus ». L'amico Siagrio è un alter ego di Ausonio e l'autore del libro, posti i loro nomi uno accanto all'altro in segno di vicinanza spirituale, non sarà più distinto. Come nella lettera meus tuus apud te locus, qui tuus velim ut meus riecheggia il sit tuus anne meus, così lo spirito del nostro scrittore è vicino - pur nella lontananza dello stile e del gusto - all'educazione retorica del contemporaneo poeta.

### Lettera XIII: Seneca a Paolo
Allegorice et aenigmatice [1] multa a te usquequaque colliguntur et ideo rerum tanta vis et muneris tibi tributa [2] non ornamento verborum, sed cultu quodam decoranda est. [3] Nec vereare, quod saepius dixisse retineo, multos qui talia adfectent sensus corrumpere, rerum virtutes evirare. Certum mihi velim concedas latinitati morem gerere, [4] honestis vocibus et speciem adhibere, ut generosi muneris concessio digne a te possit expediri. Bene vale. Data pridie Non. Iul. Lurcone et Sabino consulibus.»
Molte cose sono da te argomentate in modo allegorico e oscuro e perciò bisognerebbe ornare tanta forza di pensiero e i doni che ti provengono dalla grazia divina non con l'abbellimento delle parole ma con l'eleganza dello stile. Non temere quel che ricordo di aver detto tanto spesso, che snaturano il significato e indeboliscono la forza dell'argomentazione molti che hanno uno stile affettato. Mi concederai certamente di attenerti al puro stile della lingua latina e di dare anche bellezza alle tue nobili espressioni, in modo che il dono che ti è stato generosamente concesso possa essere degnamente manifestato. Sta' bene. Il 6 luglio [dell'anno 58] sotto il consolato di Lurcone e Sabino.»

#### Commento
- [1] - aenigmatice: questo avverbio si riscontra soltanto nel Tractatus Origenis de libris SS scripturam di Gregorio di Elvira, scritto nel IV secolo. Aenigma è propriamente un'oscura allegoria.[80] Anche Gerolamo lamentava l'oscurità di san Paolo, aggravata dalla scarsa qualità delle traduzioni latine.[81]
- [2] - muneris tibi tributa: ritorna qui il concetto di un Paolo ispirato da Dio.
- [3] - decoranda est: le preoccupazioni stilistiche attribuite a Seneca sono in realtà quelle dell'anonimo e dei cristiani colti del suo tempo. Anche Filastrio esprime indirettamente esigenze di cura dello stile quando (Diversarum hereseon liber 89, 3) riferisce che la Lettera agli Ebrei era spesso non attribuita a Paolo proprio a causa del suo stile discretamente elegante: « rhetorice scripsit, sermone plausibili ». E in effetti, com'è noto, quella lettera non è dell'Apostolo.
- [4] - latinitati morem gerere: poiché Seneca non si riferisce soltanto alle lettere di questo carteggio, è curioso che il falsario non si preoccupi del fatto che le lettere di Paolo fossero scritte in greco, e che pertanto le esortazioni di Seneca a scrivere in buon latino appaiono fuori luogo, a meno di ammettere avventurosamente che il nostro anonimo sottintenda l'esistenza di versioni latine redatte dallo stesso Paolo. In ogni caso, questa lettera smentisce l'ipotesi formulata da Harnack[82] e da altri che questo carteggio fosse originariamente scritto in greco.

### Lettera XIV: Paolo a Seneca
Perpendenti tibi ea sunt revelata quae paucis divinitas concessit. Certus igitur ego in agro iam fertili semen fortissimum seo, non quidem materiam quae corrumpi videtur, [2] sed verbum stabile Dei, derivamentum [3] crescentis et manentis in aeternum, quod [4] prudentia tua adsecuta indeficiens fore debebit. Ethnicorum [5] Israhelitarumque observationes censere vitandas novumque te auctorem feceris Christi Iesu, praeconis ostendendo rhetoricis inreprehensibilem sophiam, quam propemodum adeptus regi temporali eiusque domesticis [6] atque fidis amicis insinuabis, quibus aspera et incapabilis erit persuasio, [7] cum plerique illorum minime flectuntur insinuationibus tuis. Quibus vitale commodum sermo Dei instillatus novum hominem sine corruptela [8] perpetuum animal parit ad Deum istinc properantem. [9] Vale, Seneca carissime nobis. Data Kal. Aug. Lurcone et Sabino consulibus.»
Alle tue meditazioni sono state rivelate quelle cose che Dio concesse a pochi. Consapevolmente semino dunque in un campo già fertile un seme eterno, non corruttibile, la stabile parola di Dio, emanazione che cresce e rimane in eterno, che la tua saggezza è arrivata a comprendere, dovrà essere un punto fermo. Bisogna evitare i riti dei Pagani e degli Ebrei e tu ti farai nuovo testimone di Gesù Cristo, mostrando con elevate predicazioni una sapienza che, da te appresa in modo quasi insuperabile, farai penetrare in questo re temporale, fra i suoi cortigiani e i suoi amici fidati, ai quali l'opinione risulterà ostica e incomprensibile, e la maggior parte di loro non si piegherà minimamente alle tue esortazioni. A chi la parola di Dio sarà instillata come un bene vitale, genererà un uomo nuovo, incorruttibile, un essere eterno, proteso da qui a Dio. Sta' bene, nostro carissimo Seneca. 1º agosto [dell'anno 58] sotto il consolato di Lurcone e di Sabino.»

#### Commento
- [1] - Si è avanzata l'ipotesi che anche questa lettera, come la XI, sia opera di un altro falsario.[83]
- [2] - semen ... videtur: il semen fortissimum è il verbum Dei. Sembra qui essere parafrasata la I Pietro 1, 23: renati non ex semine corruptibili, sed incorruptibili per verbum Dei vivi et permenentis in aeternum. Anche in Seneca[84] è presente il concetto di semi divini nell'uomo, ma in un contesto molto diverso: « È dio che scende tra gli uomini, anzi è in intima relazione con loro, è in loro. Nessuno spirito virtuoso è senza dio. Semi divini sono stati sparsi nei corpi degli uomini. Se li raccoglie un buon coltivatore, essi si sviluppano conformemente alla loro origine divina, fino ad acquistare tutti i caratteri dell'essere da cui sono nati. Ma se li raccoglie un malvagio, non diversamente da un terreno sterile e paludoso, li uccide e poi produce erbaccia al posto del buon grano ».
- [3] - derivamentum: il tardo derivamentum ha lo stesso significato di derivatio, ἀπόρροια, « emanazione », utilizzato già in ambito stoico e poi soprattutto neo-platonico.
- [4] - quod: è riferito a verbum.
- [5] - Ethnicorum: derivato dal greco ἐθνικοί, è termine cristiano per indicare spregiativamente i pagani e si trova spesso già nei vangeli.
- [6] - domesticis: sono i nobili che frequentano la corte di Nerone. Nella lettera ai Filippesi (4, 22) Paolo cita cristiani « qui de Caesaris domo sunt », intesi come schiavi o liberti della corte imperiale, presso i quali il messaggio evangelico aveva potuto far presa; qui s'immagina invece di poter già tentare di convertire gli esponenti delle classi più elevate, come a voler « nobilitare » lo stesso cristianesimo.
- [7] - incapabilis erit persuasio: persuasio significa « opinione », mentre incapabilis è attestata solo dal II secolo.
- [8] - sine corruptela: è da notare che nell'Itala - la traduzione latina poi soppiantata dalla Vulgata - la I Corinzi (15, 42) riporta « Seminatur corpus in corruptione, surgit sine corruptela », che nella Vulgata è invece tradotto con « in incorruptione ».
- [9] - properantem: concordato con hominem.

## I codici contenenti l'epistolario
- Bruxellensis 2839-2843, IX secolo
- Remensis 434, IX secolo
- Turicensis C. 129, IX secolo
- Vindobonensis 969, IX secolo
- Vindobonensis 751, IX secolo
- Argentorasensis C. VI 5, X secolo
- Sangallensis 197, X secolo
- Metensis 500, X secolo
- Vaticanus Reg. lat. 1424, X secolo
- Monacensis lat. 14.436, XI secolo
- Vaticanus lat. 251, XI secolo
- Bernensis 225, XI secolo
- Einsidlensis 262, XI secolo
- Andegavensis 284, XI secolo
- Argentorasensis C. VI 17, XI secolo
- Ambrosianus C. 90 Inf., XI secolo
- Parisinus lat. 8539, XI secolo
- Guelferbytanus Gud. lat 335, XI secolo
- Metensis 300, XI secolo
- Ambrosianus C. 72 Inf., XI secolo
- Vaticanus Reg. lat. 1636, XII secolo
- Vaticanus Reg. lat. 119, XII secolo
- Vaticanus Reg. lat. 147, XII secolo
- Monacensis lat. 18.467, XII secolo
- Parisinus lat. 12.295, XII secolo
- Laurentianus Plut. 45 cod. 26, XII secolo
- Riccardianus 391, XIV secolo
- Bodleianus 292, XIV secolo

## I codici contenenti l'epistolario volgarizzato in fiorentino
- Dresden, Sächsische Landes- und Universitätsbibliothek (SLUB), Mscr.Dresd.Ob.44
- Firenze, Laurenziana, Plut. XXVII 6;
- Firenze, Laurenziana, Plut. XL 49;
- Firenze, Nazionale, II I 26;
- Firenze, Nazionale, II I 73;
- Firenze, Nazionale, II I 74;
- Firenze, Nazionale, II I 102;
- Firenze, Nazionale, Magl. XIII, 75;
- Firenze, Nazionale, Pal. 541;
- Firenze, Nazionale, Panc. 56;
- Firenze, Riccardiana, 1321;
- Firenze, Riccardiana, 1541;
- Paris, BNF, Fr. 12235;
- Parma, Palatina, 289;
- Prato, Roncioniana, Q VIII 11 (7)